# Barbara d’Urso
Barbara d’Urso, właśc. Maria Carmela d’Urso (ur. 7 maja 1957 w Neapolu) – włoska prezenterka i aktorka filmowa.

## Życiorys
Na początku swojej kariery, w późnych latach siedemdziesiątych, pracowała jako statystka w Telemilano 58. Kanał kilka lat później zmienił nazwę na Canale 5. W latach 80. zaczęła karierę artystki. Zagrała w kilku filmach i serialach. Pracowała również jako dziennikarz w kilku miesięcznikach. Popularność zyskała dzięki prowadzeniu programu Lo show dei record na antenie telewizji Mediaset.

## Filmografia
- Erba selvatica
- Blues metropolitano
- Vogliamoci troppo bene
- Non chiamarmi Omar
- Mollo tutto
- Romanzo di un giovane povero
- Il manoscritto di Van Hecken
- Tutti gli uomini del deficiente
- Per giusto omicidio

Seriale
- Delitto in via Teulada
- La casa rossa
- Skipper
- Bony
- La dottoressa Giò
- La dottoressa Giò 2
- Le ragazze di Piazza di Spagna
- Donne di mafia
- Ugo
- Orgoglio
- Noi
- Una donna scomoda
- Rocco
- Ricomincio da me

Programy telewizyjne
- Goal (Telemilano 58, 1977)
- Stryx (Rai 2, 1978)
- Che combinazione (Rai 1, 1979)
- Domenica in (Rai 1, 1980)
- Forte fortissimo (Rai 2, 1982)
- Fresco fresco (Rai 2, 1982)
- Serata da campioni (Rai 1, 1987)
- La lunga notte di Biancaneve (Rai 1, 1987)
- Per amore (Odeon TV, 1989)
- Agenzia (Rete 4, 1996)
- In famiglia (Rai 2, 1996–1997)
- Festival di Napoli (Rete 4, 1998)
- Grande Fratello (Canale 5, 2003–2005)
- La fattoria (Canale 5, 2005–2006)
- Trofeo Birra Moretti (Canale 5, 2005–2007)
- Lo show dei record (Canale 5, 2006, 2008–2009)
- Reality Circus (Canale 5, 2006)
- Uno due tre stalla (Canale 5, 2007)
- Mattino Cinque (Canale 5, 2008–2009)
- Fantasia (Canale 5, 2008)
- Pomeriggio Cinque (Canale 5, dal 2008)
- Domenica Cinque (Canale 5, 2009–2010)
- A gentile richiesta (Canale 5, 2010)
- Capodanno Cinque (Canale 5, 2010–2011)
- Stasera che sera! (Canale 5, 2011)
- Baila! (Canale 5, 2011)

## Dyskografia
- 1980: Dolceamaro